# Dobbeltjættestuen ved Gundsølille
Dobbeltjættestuerne ved Gundsølille (også kaldet Tvillingejættestuen) ligger sydvest for Gundsølille  på  Sjælland. 
Jættestuerne er anlagt i tragtbægerkulturen, mellem 3500 og 2800 år f.kr. og er en byggestil i kampesten fra yngre stenalder, som oftest består af et kammer. Denne form ses mest i Danmark, Tyskland og Skandinavien, men også forenklet i Norge, Nederlandene og Frankrig.

## Beskrivelse
Anlægget består af en dobbelt jættestue med to ovale kamre, som er dækket med hhv 2 og 3 dæksten, som ligger i en fælles rundhøj på ca. 25 m i diameter.
Begge kamre består af ni sidesten, hvoraf en sten danner sydvæggen i det 4,2m lange, 2,3m brede og 2,0m høje nordkammer samt danner nordvæggen i det 4,0m lange, 2,3 til 2,7m brede og 1,8m høje sydkammer.
Begge kamre har overliggere på sidestenene, som forhøjer afstanden til dækstenene samt  mindre sten mellem sidestenene.
Gulvene er belagt med sten. I det sydlige kammer er der to lag hvoraf et lag med ler afrettede det andet. I det nordlige kammer er der et ildsted.
- Gangen til sydkammeret er ca 5,5 m lang, 0,6 m bred og over 1,0 m høj. Den består af ti bæresten.
- Gangen til nordkammeret er ca 5,0 m lang og 0,7 m bred. Den bæres af ni bæresten.

Begge gange er brostensbelagt. 
I 1876 blev dobbeltjættestuen udgravet. Dengang var kun de to lange gange ødelagt af mennesker. Fundene i gravkamrene var derfor omfangsrige. Man fandt en del flinteredskaber, knogler af både voksne og børn, ravperler samt skår af lerkar. 
En stor dæksten blev i 1925 solgt og ført til Fyn. Den står nu i Kongebro-skoven i nærheden af Middelfart til minde om politikeren Carl Slengerik.
1799 var der ved Gundsølille endnu 14 Dysser og fem gravhøje. 1925 var der kun fem dysser tilbage.
I 1989 blev anlægget restaureret og højen forhøjet.
I nærheden ligger gravhøjen Hvedshøj.